# Béruges
Béruges é uma comuna francesa na região administrativa da Nova Aquitânia, no departamento de Vienne. Estende-se por uma área de 32,63 km². Em 2010 a comuna tinha 1 564 habitantes (densidade: 47,9 hab./km²).